# Elovo
Elovo (in russo Елово?) è un villaggio della Russia europea nord-orientale (Territorio di Perm'); è il centro amministrativo del distretto Elovskij.
Si trova sulla riva sinistra del fiume Kama (bacino di Votkinsk), 130 km a sud-ovest di Perm'.